# Maria Vasilevičová
Maria Vasilevičová (bělorusky Марыя Васілевіч; * 28. května 1997, Minsk, Bělorusko) je běloruská modelka, moderátorka a poslankyně.
V květnu 2018 se stala vítězkou Miss Běloruska. V prosinci 2018 v čínském městě San-ja na Miss World postoupila do Top 5 a stala se Miss World Europe 2018. V běloruských parlamentních volbách, které se konaly 17. listopadu 2019, byla zvolena poslankyní, k čemuž jí údajně dopomohl blízký vztah k prezidentu Lukašenkovi.